# کیبل (ایلینوی)
کیبل (به انگلیسی: Cable) یک منطقهٔ مسکونی در ایالات متحده آمریکا است که در ایلینوی واقع شده‌است.